# Partido judicial de Vélez-Rubio
El partido judicial de Vélez-Rubio es el partido judicial n.º 6 de la provincia de Almería y uno de los ocho partidos en los que se divide la provincia de Almería, en España.

## Ámbito geográfico
El ámbito territorial, que viene regulado por el Real Decreto 529/1983, de 9 de marzo,
- Chirivel
- María
- Vélez-Blanco
- Vélez-Rubio